# Талліннський пасажирський порт
Талліннський пасажирський порт (ест. Vanasadam), також Порт Старого міста Таллінна (код порту: EE VAN) ― головний пасажирський порт Таллінна, розташований у центрі міста. Обслуговує регулярні рейси поромів компаній St. Peter Line, Tallink, Eckerö Line і Viking Line до Санкт-Петербурга, Гельсінкі і Стокгольма, а також нерегулярні рейси до інших портів Європи та ролкери до Гельсінкі.
Порт має 21 причал загальною довжиною 3396 м, найбільша глибина біля причалу становить 10,7 м.

## Огляд
Талліннський пасажирський порт є одним із п'яти портів державної корпорації Порт Таллінна. Він є одним із найбільших і найзавантаженіших пасажирських портів світу, а також найбільшим пасажирським портом Естонії та одним із найбільших портів балтійського регіону. Наразі він пристосований для прийому лише пасажирських суден: у порту діють 3 пасажирські термінали (A, B та D), коридори, що сполучають їх із причалами, та рампи для прийому рухомого складу. Термінали позначені буквами згідно із порядком спорудження.
У порт можуть заходити судна із максимальною довжиною 340 м, шириною 42 м та осадкою 10,7 м. У 2019 році порт обслужив 10,64 млн пасажирів.
Порт має окремий причал завдовжки 339 м для круїзних суден. Його спорудження було завершене навесні 2004 року, вартість складала більше 80 млн крон. Кількість пасажирів круїзних суден, що проходять через порт, має позитивну динаміку протягом 12 років поспіль (до 2019 року), у тому числі за рахунок співпраці із Талліннським аеропортом.
Для того, щоб мати змогу зокрема у літні місяці працювати із такою, до того ж зростаючою, кількістю круїзних суден, що прибувають до Таллінна, у травні 2013 року Талліннський порт почав спорудження нової причальної набережної поряд із вже існуючим причалом для круїзних суден у пасажирському порті. Загальна довжина збудованого причалу складає 421 м. За допомогою нової набережної Талліннський порт може швартувати кораблі завдовжки до 340 м, завширшки до 42 м та осадкою до 9 м. Загальна вартість проєкту склала 9,34 млн євро.
До складу Старої гавані Таллінна також входить створена у 2010 році нова пристань для екскурсійних суден — Стара міська гавань.
29 вересня 2017 на цифровому саміті ЄС в Таллінні шведський виробник Ericsson у спрівпраці з Intel та Telia Estonia оголосив про введеня першої публічної мережі 5G в Європі у Талліннському пасажирському порті для сполучення із круїзними суднами Tallink.

## Історія
Таллінн як сприятливе місце для порту був відомий ще із Х століття. Перші відомості про моряків зустрічаються ще у VII ст. до н. е. Сучасний пасажирський порт Таллінна є одним із тих, що виконують свої функції вже протягом тисяч років.
Раніше порт розташовувався ближче до Старого міста. Найстарішим причалом порту є колишній Міст торговців, ― сучасний 12-й причал. Це також найстаріша частина сучасного пасажирського порту, адже єдине естонське пасажирське судно «Георг Отс», що курсувало міжнародними лініями, пришвартовувалося тут вже у 1980-х рр.

### Термінали
У 1990 році 13-й причал використовувався для порому Tallink, а 9-й ― для порому Nord Estonia. Для обслуговування лінії Таллінн―Стокгольм був споруджений термінал B, який зараз після реконструкції об'єднано із терміналом А. Коли було звільнено територію Талліннського судоремонтного заводу біля Адміралтейського басейну і туди почали прибувати швидкісні судна, був споруджений термінал С, який нині є портовим ринком.
По мірі збільшення суднохідних ліній у 1990-х рр. об'єм вантажоперевезень зменшився у порівнянні із пасажирськими, допоки єдиним варіантом перевезення вантажів не лишилося перевезення вантажівок і трейлерів поромами. Після розширення порту для можливості прийому більших суден було перекрито канали та знесено дамби в акваторії порту. Також було введено в експлуатацію акваторію Адміралтейського басейну колишнього судоремонтного заводу.
Після припинення діяльності швидкісного судноперевізника Nordic Jetline у 2008 році термінал С на березі Адміралтейського басейну не використовувався і пасажирський рух у ньому був дуже рідким. На території терміналу були спорудження приміщення Талліннського яхт-клубу і за допомогою плавучих причалів у 2010 році було створено 60 пірсів для невеликих суден. Наразі цей яхтений порт обслуговує малі та екскурсійні судна.

### Круїзні причали
У 2004 році на поза акваторією пасажирського порту біля південно-західного пірсу було збудовано перший круїзний причал. У 2014 році поруч із ним було споруджено другий круїзний причал завдовжки 421 м, який відкрився швартуванням круїзного судна «Royal Princess» завдовжки 330 м.

## Перевізники та напрямки

### Регулярні рейси
| Перевізник     | Судно                                 | Напрямки                              | Термінал |
| -------------- | ------------------------------------- | ------------------------------------- | -------- |
| Eckerö Line    | M/S Finlandia                         | Гельсінкі                             | A        |
| St. Peter Line | M/S SPL Princess Anastasia            | Гельсінкі, Санкт-Петербург, Стокгольм | А        |
| Tallink        | M/S Star                              | Гельсінкі                             | D6       |
| Tallink        | M/S Megastar                          | Гельсінкі                             | D6       |
| Tallink        | M/S Silja Europa                      | Гельсінкі                             | D6       |
| Tallink        | M/S Baltic Queen                      | Марієгамн, Стокгольм                  | D6       |
| Tallink        | M/S Victoria I                        | Марієгамн, Стокгольм                  | D6       |
| Viking Line    | M/S Viking XPRS                       | Гельсінкі                             | А        |
| Viking Line    | M/S Mariella / M/S Gabriella (влітку) | Гельсінкі                             | А        |

### Круїзні перевізники (включно із усіма круїзними портами)
| Перевізник            | Напрямки |
| --------------------- | --- |
| MSC Cruise            | Барселона, Берген, Валенсія, Варнемюнде, Вісбю, Гамбург, Гаугесунн, Гдиня, Геллесюльт/Гейрангер, Гельсінкі, Генуя, Гетеборг, Гібралтар, Грінок, Дублін, Дувр, Гавр, Зебрюґґе, Інвергордон, Кіль, Клайпеда, Корк, Котка, Ла-Корунья, Лісабон, Марсель, Олесунн, Ольден, Орхус, Рига, Роттердам, Санкт-Петербург, Ставангер, Стокгольм, Флом |
| Norwegian Cruise Line | Амстердам, Брюссель, Варнемюнде, Гавр, Гдиня, Гельсінкі, Клайпеда, Копенгаген, Санкт-Петербург, Рига, Росток, Саутгемптон, Стокгольм |
| Royal Caribbean       | Амстердам, Варнемюнде, Вісбю, Гельсінкі, Клайпеда, Копенгаген, Орхус, Осло, Рига, Санкт-Петербург, Саутгемптон, Скаген, Ставангер, Стокгольм, Фредерісія |

## Статистика
| Рік                      | 2001      | 2002      | 2003      | 2004      | 2005      | 2006      | 2007      | 2008      | 2009      | 2010      | 2011      | 2012      | 2013      | 2014      | 2015      | 2016       |
| ------------------------ | --------- | --------- | --------- | --------- | --------- | --------- | --------- | --------- | --------- | --------- | --------- | --------- | --------- | --------- | --------- | ---------- |
| Загальна к-сть пасажирів | 5,739,573 | 5,944,942 | 5,862,485 | 6,737,926 | 7,007,558 | 6,760,149 | 6,514,294 | 7,247,366 | 7,257,646 | 7,915,113 | 8,478,929 | 8,841,679 | 9,236,429 | 9,569,313 | 9,793,049 | 10,173,297 |

## Галерея

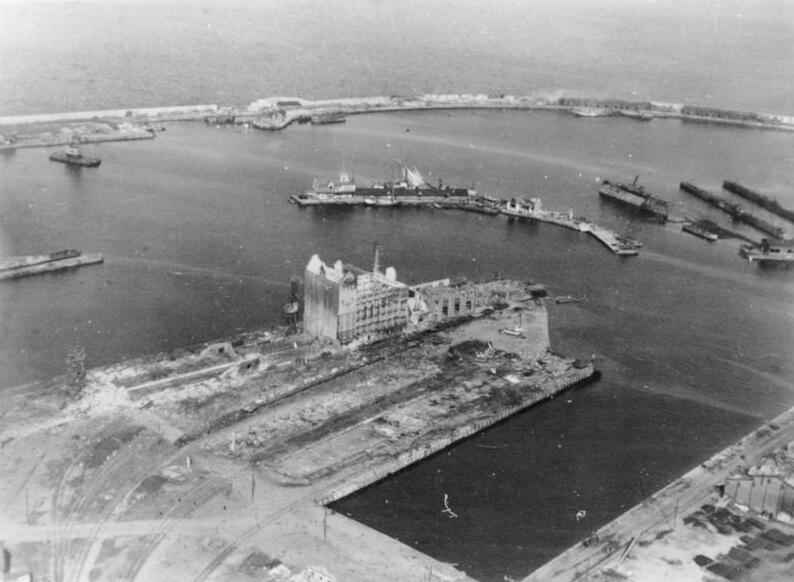
Порт у 1941 році
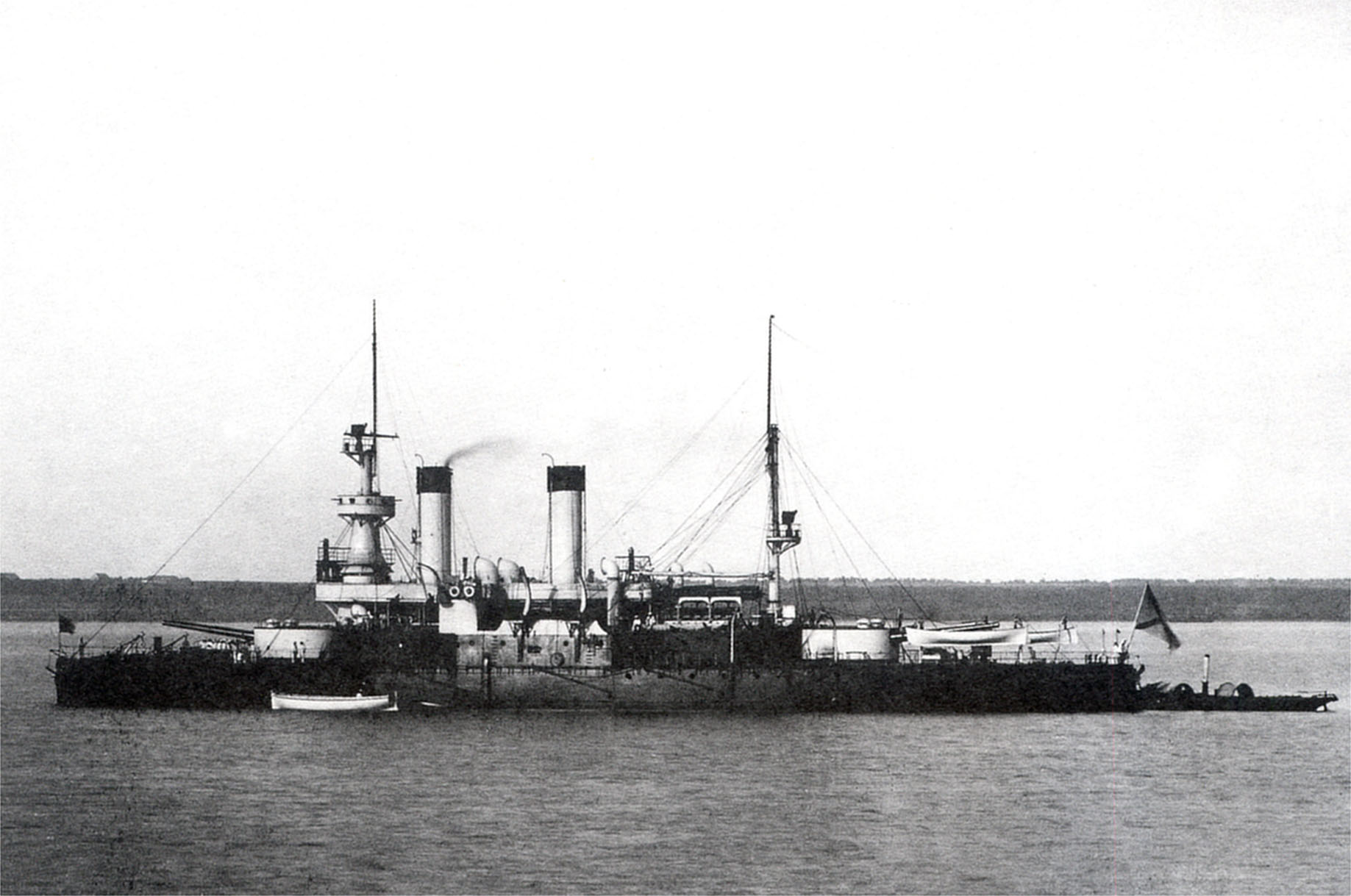
Судно «Адмірал Сенявін» у порту Таллінна
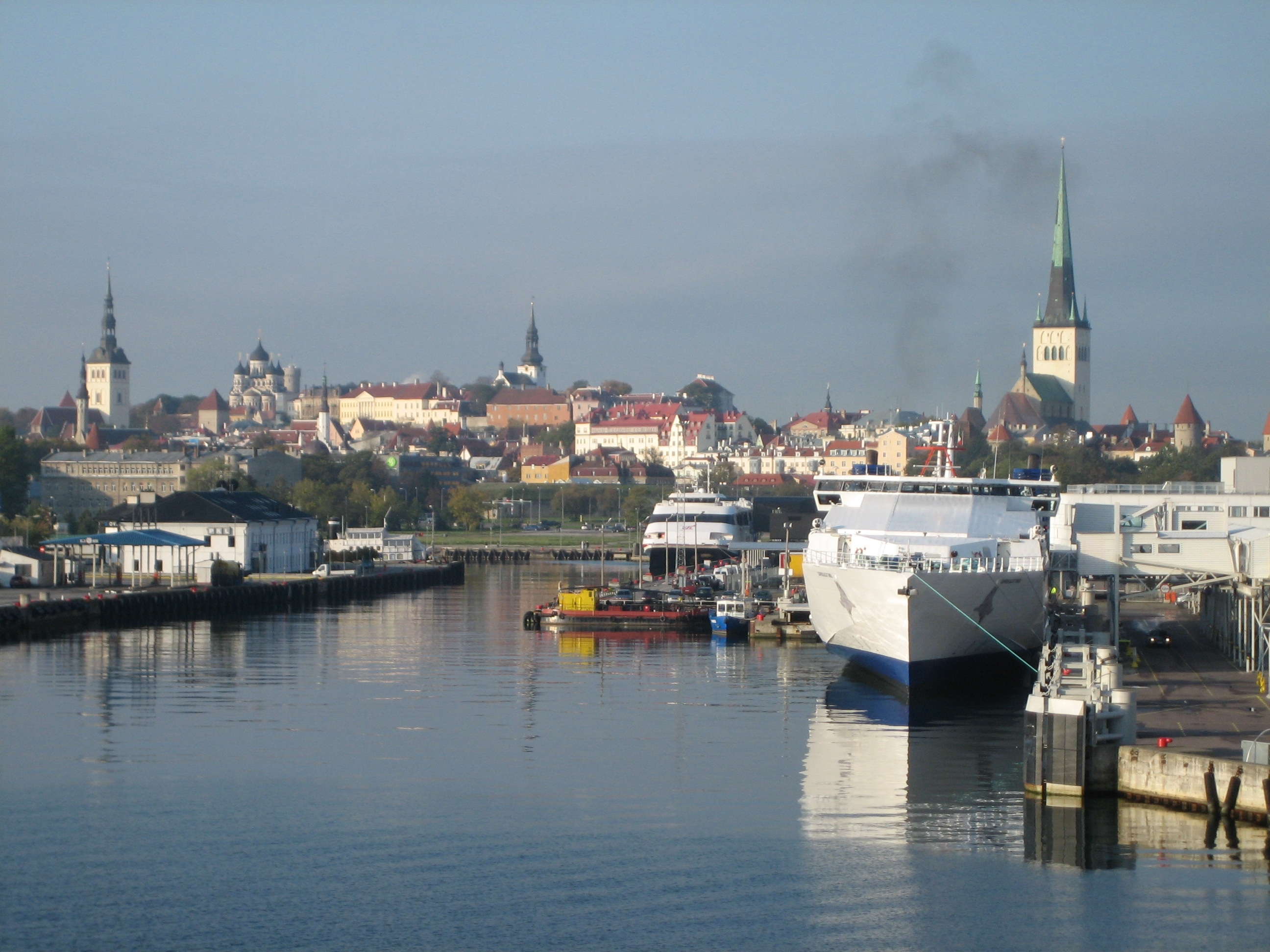
Пасажирський порт Таллінна у 2007 році
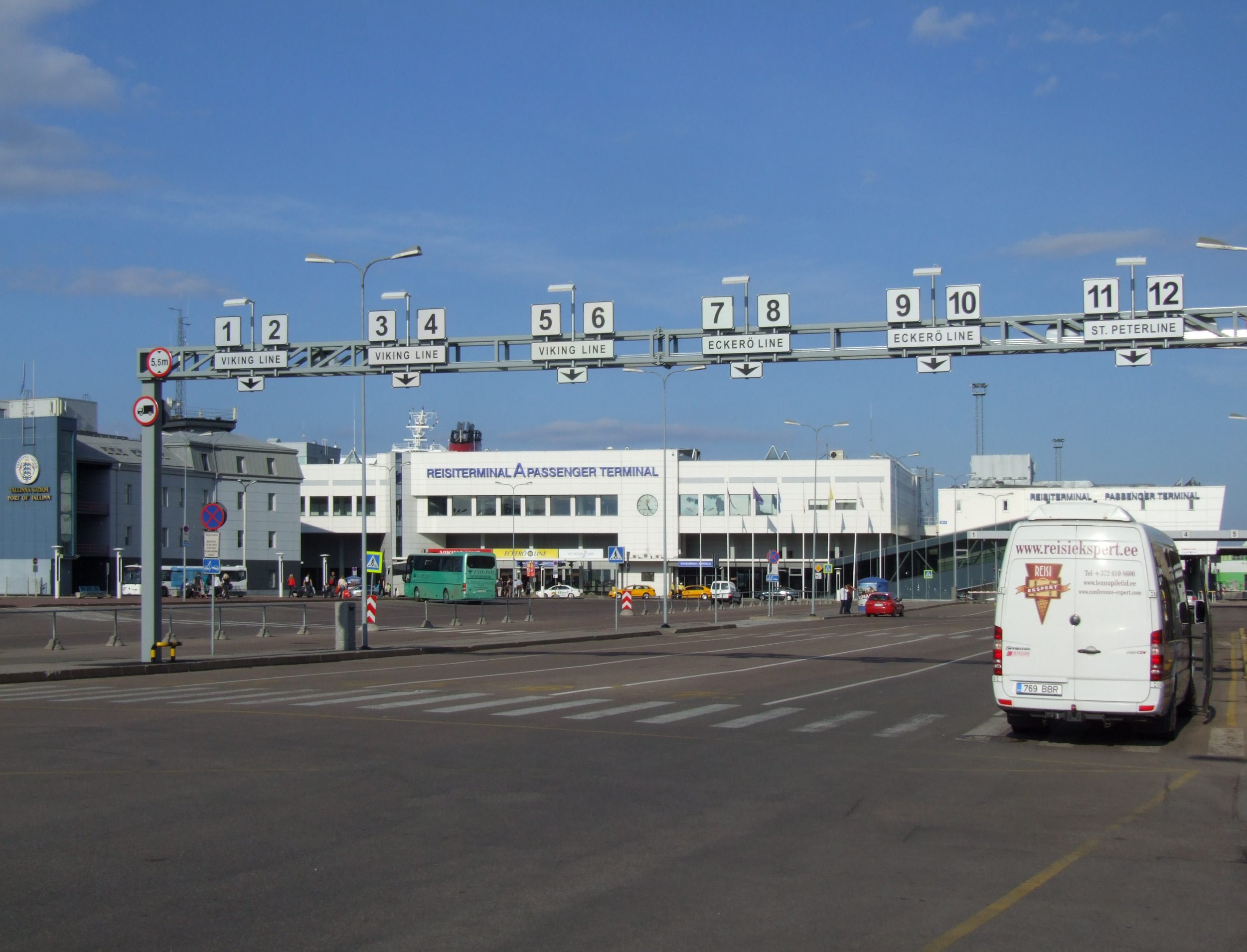
Будівля терміналу А по вулиці Садама, 25
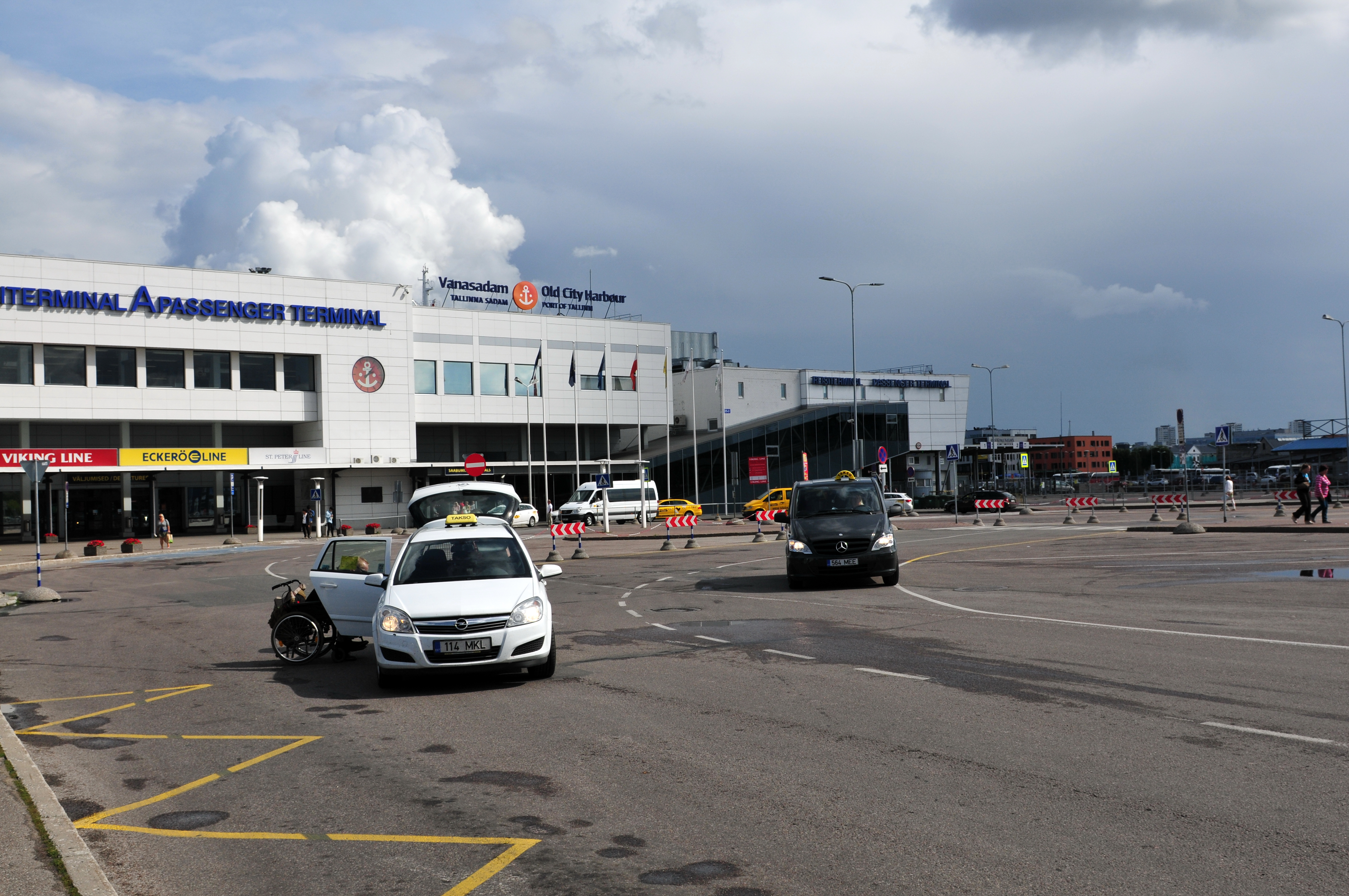
Будівля терміналу А
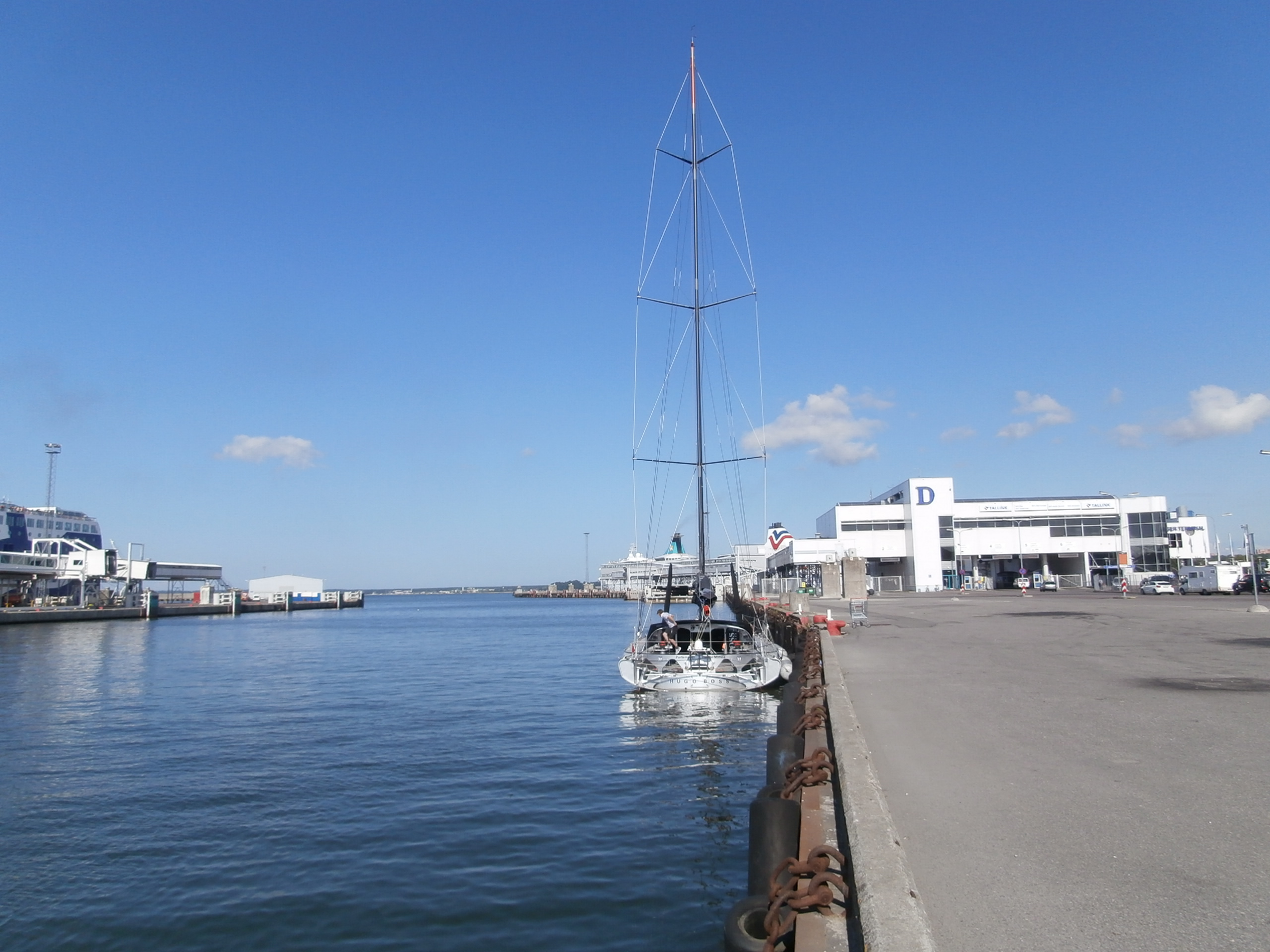
Будівля терміналу D по вулиці Лоотсі, 13
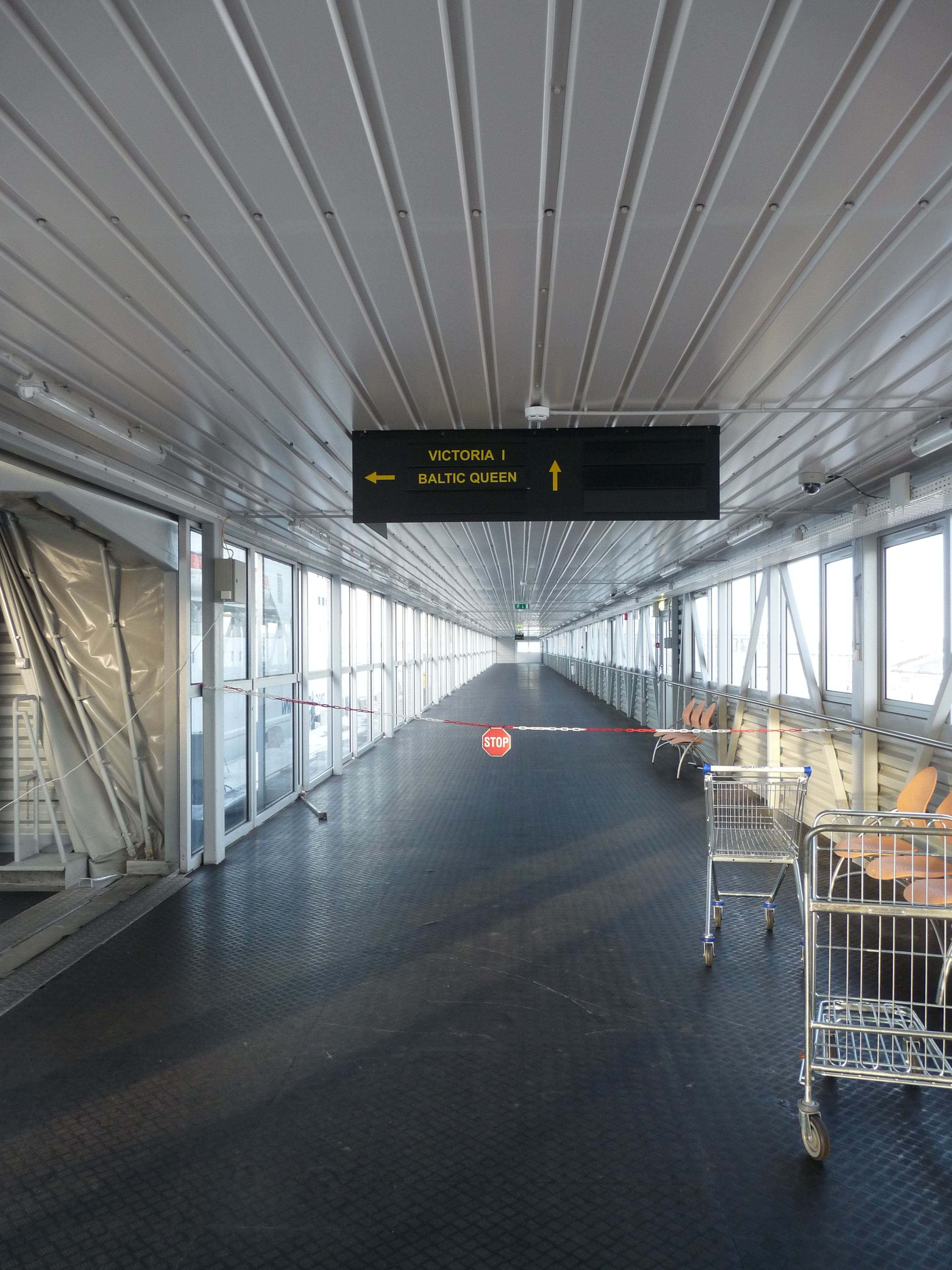
Коридор для пасажирів із терміналу D
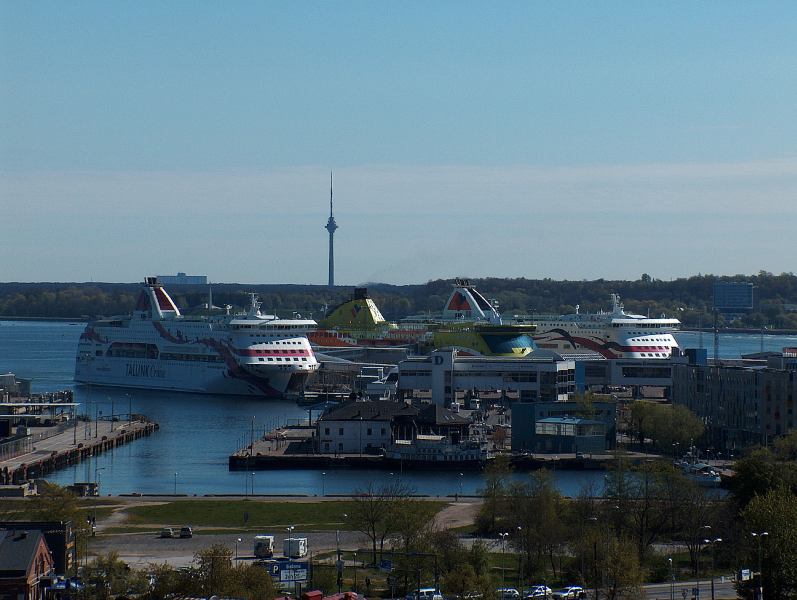
Пороми компанії Tallink у пасажирському порті
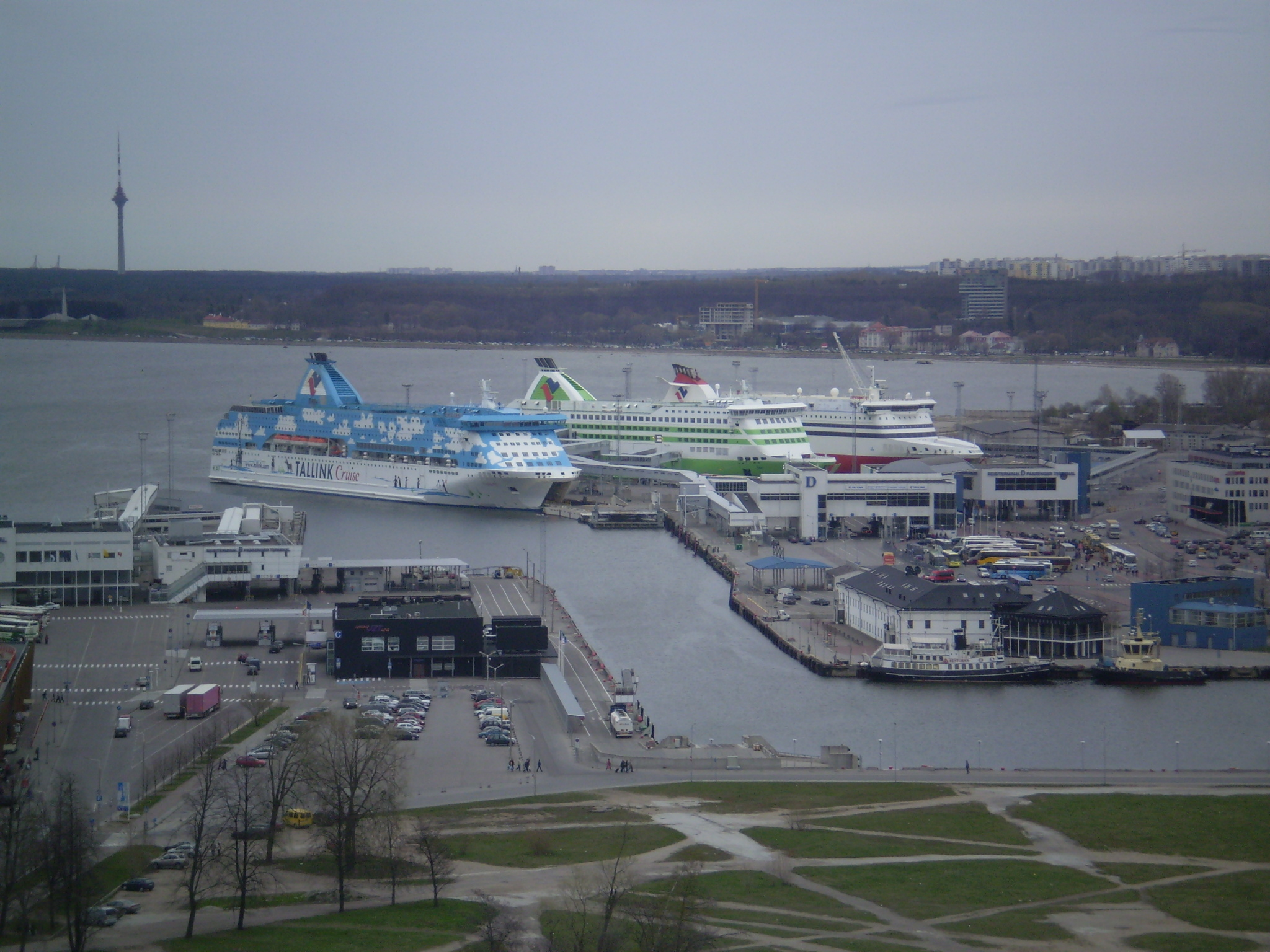
Будівлі терміналів А і D
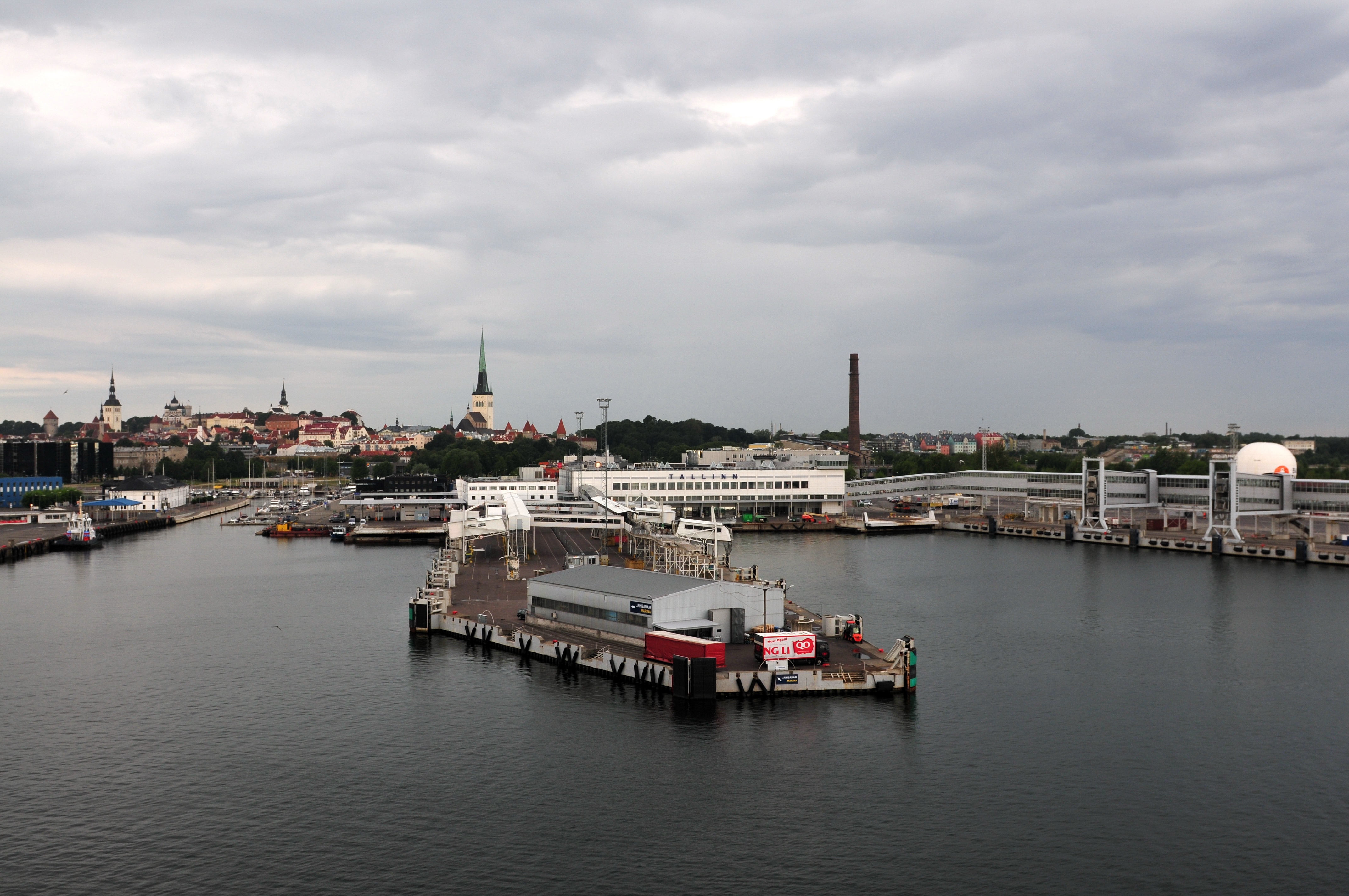
Вид на порт і термінал А з моря